# Liste der Autobahnkreuze und -dreiecke in Bayern
Die Liste der Autobahnkreuze und -dreiecke in Bayern enthält alle Autobahnknotenpunkte auf dem Gebiet des Freistaates Bayern.

## Legende
- Karte: Lageplan des Autobahnkreuzes oder Autobahndreiecks
- Name/Lage: Name mit Verlinkung zu den Geokoordinaten
- Straßen: Straßen, die durch den Knoten verbunden werden.
  - Europastraßennummern neben der Autobahnnummer = Verlauf der Europastraße entspricht dem der Autobahn
  - Europastraßennummern unter den Autobahnnummern = Verlauf der Europastraße weicht vom Verlauf der Autobahn ab.

- Bauform: Bauform des Knotenpunktes
- Eröffnung: Jahr der Verkehrsfreigabe
- Bild: Luftbild des Knotenpunktes

## Liste
| Karte | Name/Lage                                    | Straßen                                 | Bauform                          | Eröffnung | Bild |
| ----- | -------------------------------------------- | --------------------------------------- | -------------------------------- | --------- | ---- |
|       | Autobahndreieck Allgäu (Lage)                | A7 · E532 · A980                        | Halbes Kleeblatt                 | 1976      |      |
|       | Autobahnkreuz Altdorf (Lage)                 | A3 · E56 · A6 · E50                     | Kleeblatt                        | 1970      |      |
|       | Autobahnkreuz Bamberg (Lage)                 | A70 · E48 · A73                         | Kleeblatt                        | 1964      |      |
|       | Autobahndreieck Bayerisches Vogtland (Lage)  | A9 · E51 · A72 · E441                   | Y Dreieck                        | 1992      |      |
|       | Autobahndreieck Bayreuth/Kulmbach (Lage)     | A9 · E51 · A70 · E48                    | Y Dreieck                        | 1958      |      |
|       | Autobahnkreuz Biebelried (Lage)              | A7 · A3 · E45 · E43                     | Kleeblatt mit halbdirekter Rampe | 1965      |      |
|       | Autobahnkreuz Deggendorf (Lage)              | A3 · E56 · A92 · E53                    | Kleeblatt                        | 1975      |      |
|       | Autobahnkreuz Feuchtwangen/Crailsheim (Lage) | A6 · E50 · A7 · E43                     | Kleeblatt                        | 1985      |      |
|       | Autobahnkreuz Fürth/Erlangen (Lage)          | A3 · E45 · A73                          | Kleeblatt mit halbdirekter Rampe | 1972      |      |
|       | Autobahndreieck Hochfranken (Lage)           | A72 · E441 · A93                        | Y Dreieck                        | 2000      |      |
|       | Autobahndreieck Holledau (Lage)              | A9 · E45 · A93                          | Trompete                         | 1954      |      |
|       | Autobahndreieck Inntal (Lage)                | A8 · A93 · E52 · E45 · E60              | Trompete                         | 1959      |      |
|       | Autobahnkreuz Memmingen (Lage)               | A7 · A96 · E43 · E54 · E532             | Kleeblatt mit Tangentenlösung    | 1972      |      |
|       | Autobahndreieck München-Allach (Lage)        | A99 · E52                               | Gabelung                         | 1998      |      |
|       | Autobahndreieck München-Eschenried (Lage)    | A8 · E52 · A99 · E52                    | Gabelung                         | 1998      |      |
|       | Autobahndreieck München-Feldmoching (Lage)   | A92 · E53 · A99 · E52                   | Trompete                         | 1978      |      |
|       | Autobahnkreuz München-Nord (Lage)            | A9 · A99 · E52 · E45                    | Kleeblatt mit Tangentenlösung    | 1973      |      |
|       | Autobahnkreuz München-Ost (Lage)             | A94 · E552 · A99 · E45 · E52            | Kleeblatt                        | 1977      |      |
|       | Autobahnkreuz München-Süd (Lage)             | A8 · A99 · A995 · E54 · E43 · E45 · E52 | Kleeblatt/Malteserkreuz          | 1972      |      |
|       | Autobahndreieck München-Süd-West (Lage)      | A96 · E54 · A99                         | Y Dreieck                        | 1999      |      |
|       | Autobahnkreuz München-West (Lage)            | A8 · A99                                | unvollständiges Kleeblatt        | 2005      |      |
|       | Autobahnkreuz Neufahrn (Lage)                | A9 · E45 · A92 · E53                    | Kleeblatt mit halbdirekter Rampe | 1978      |      |
|       | Autobahnkreuz Nürnberg (Lage)                | A3 · A9 · E45 · E51 · E56               | Kleeblatt mit Tangentenlösung    | 1970      |      |
|       | Autobahndreieck Nürnberg/Feucht (Lage)       | A9 · E45 · A73                          | Trompete                         | 1979      |      |
|       | Autobahnkreuz Nürnberg-Ost (Lage)            | A6 · E50 · A9 · E45                     | Kleeblatt                        | 1941      |      |
|       | Autobahnkreuz Nürnberg-Süd (Lage)            | A6 · E50 · A73                          | Kleeblatt mit halbdirekter Rampe | 1941      |      |
|       | Autobahnkreuz Oberpfälzer Wald (Lage)        | A6 · E50 · A93                          | Kleeblatt                        | 2005      |      |
|       | Autobahnkreuz Regensburg (Lage)              | A3 · E56 · A93                          | Kleeblatt                        | 1966      |      |
|       | Autobahndreieck Starnberg (Lage)             | A95 · E533 · A952                       | Trompete                         | 1965      |      |
|       | Autobahnkreuz Schweinfurt/Werneck (Lage)     | 26A                                     | Kleeblatt mit halbdirekter Rampe | 1987      |      |
|       | Autobahnkreuz Ulm/Elchingen (Lage)           | A7 · E43 · A8 · E52                     | Kleeblatt mit halbdirekter Rampe | 1979      |      |
|       | Autobahndreieck Werntal (Lage)               | A70 · E48 · A71                         | Trompete                         | 2005      |      |
|       | Autobahndreieck Würzburg-West (Lage)         | A3 · A81 · E41 · E43                    | T Dreieck                        | 1974      |      |

## Geplante oder in Bau befindliche Knotenpunkte
| Name/Lage                    | Straßen        | Bauform   | Geplante Eröffnung |
| ---------------------------- | -------------- | --------- | ------------------ |
| Autobahnkreuz Pocking (Lage) | A3 · E56 · A94 | Kleeblatt | 2026               |